# Apamea lignea
Apamea lignea är en fjärilsart som beskrevs av Butler 1889. Apamea lignea ingår i släktet Apamea och familjen nattflyn. Inga underarter finns listade i Catalogue of Life.